# Квачи прилетели Live
«Квачи прилетели Live» — второй концертный и четвёртый в общей хронологии альбом группы «Тайм-Аут». Записан 20 февраля 1994 года в клубе «Не бей копытом» на оборудовании и при содействии студии «Лига». Мастеринг — студия «III Рим».
В оформлении использованы стилизованные портреты музыкантов, звукорежиссёра и директора. Авторы портретов — Алексей Угринович, Ксения и Зоя Угер. На развороте буклета размещена картина Анны Курдюковой.
Презентация диска состоялась в московском клубе «Не бей копытом» 25 сентября 1994 года.

## Список композиций
| №   | Название           | Авторы                              |
| --- | ------------------ | ----------------------------------- |
| 1.  | Дуся               | А. Минаев                           |
| 2.  | Желтые рыббы       | А. Минаев                           |
| 3.  | Я люблю кататься   | Тайм-Аут / П. Молчанов              |
| 4.  | Шигидарупупупай    | В. Павлов / А. Минаев               |
| 5.  | Песня Сухэ-Батора  | П. Молчанов / А. Минаев             |
| 6.  | Рыббацко-охотничья | А. Минаев                           |
| 7.  | Стих про Зопуха    | А. Минаев                           |
| 8.  | Где мои винтики?   | В. Павлов / А. Минаев               |
| 9.  | Плюц про цацета    | П. Молчанов / В. П. Рапитура        |
| 10. | Дай мне уйти       | А. Минаев / Ю. Спиридонов           |
| 11. | Песня про ежа      | А. Минаев                           |
| 12. | Сумочка-нора       | В. Павлов / А. Минаев               |
| 13. | Ёхан Палыч         | В. П. Рапитура                      |
| 14. | Буратино           | А. Рыбников / Ю. Энтин, И. Бродская |

## Состав
Приводится дословное цитирование с буклета альбома.
- Александр Минаев (Акакий Назарыч Зирнбирнштейн) — бас, вокал, акын (народный сказитель), монгольский контрыббас;
- Павел Молчанов (Торвлобнор Петрович Пуздой) — вокал, акустическая гитара, 13²-струнная мандула;
- Сергей Степанов (Гагей-Гагеич Сикорский-Конченый) — лидер-гитара, гусли, балалайки, дутарки;
- Роман Мухачёв (Терминатор Куклачёв) — клавиши, повелитель кошек;
- Андрей Родин (Архимандрей Кислородин) — барабаны, погремушки;
- Роберт Редникин (Мольберт Ред-Ни-Кинг) — звукорежиссёр, звук на концертах и в студии, род занятий: руль;
- Эркин Тузмухамедов (Хоттаб Петрович Эркинтуз) — директор начальства.